# 미국 사회당 (1901년)
미국 사회당(美國 社會黨, 영어: The Socialist Party of America (SPA or SP))은 미국의 민주사회주의 정당이다. 1901년 7월 29일 미국 사회민주당(영어: Social Democratic Party)과 사회주의 노동당(영어: Socialist Labor Party)이 합당되어 창당되었으며, 1972년 12월 31일 해산되었다.

## 역대 선거

### 역대 대통령 선거
| 선거명                  | 후보          | 득표수  | 득표율 | 확보 선거인단 | 당락 |
| ----------------------- | ------------- | ------- | ------ | ------------- | ---- |
| 1904년 미국 대통령 선거 | 유진 데브스   | 402,489 | 2.98%  | 0 / 476       | 낙선 |
| 1908년 미국 대통령 선거 | 유진 데브스   | 420,852 | 2.83%  | 0 / 483       | 낙선 |
| 1912년 미국 대통령 선거 | 유진 데브스   | 901,551 | 5.99%  | 0 / 531       | 낙선 |
| 1916년 미국 대통령 선거 | 앨런 벤슨     | 590,524 | 3.19%  | 0 / 531       | 낙선 |
| 1920년 미국 대통령 선거 | 유진 데브스   | 913,693 | 3.41%  | 0 / 531       | 낙선 |
| 1924년 미국 대통령 선거 | -             | -       | -%     | 0 / 531       | 없음 |
| 1928년 미국 대통령 선거 | 노먼 토마스   | 267,478 | 0.73%  | 0 / 531       | 낙선 |
| 1932년 미국 대통령 선거 | 노먼 토마스   | 884,885 | 2.23%  | 0 / 531       | 낙선 |
| 1936년 미국 대통령 선거 | 노먼 토마스   | 187,910 | 0.41%  | 0 / 531       | 낙선 |
| 1940년 미국 대통령 선거 | 노먼 토마스   | 116,599 | 0.23%  | 0 / 531       | 낙선 |
| 1944년 미국 대통령 선거 | 노먼 토마스   | 79,017  | 0.16%  | 0 / 531       | 낙선 |
| 1948년 미국 대통령 선거 | 노먼 토마스   | 139,569 | 0.29%  | 0 / 531       | 낙선 |
| 1952년 미국 대통령 선거 | 달링턴 후프스 | 20,203  | 0.03%  | 0 / 531       | 낙선 |
| 1956년 미국 대통령 선거 | 달링턴 후프스 | 41,937  | 0%     | 0 / 531       | 낙선 |

## 같이 보기
- 미국 민주사회주의자들
- 미국 사회당 (1973년)